# ミリアム (小惑星)
ミリアム (102 Miriam) は、小惑星帯に位置する小惑星。比較的大きく、大変暗い小惑星である。
アメリカ合衆国の天文学者、クリスチャン・H・F・ピーターズ (Christian Heinrich Friedrich Peters) によりニューヨーク州クリントンで発見された。旧約聖書に登場するモーセの姉ミリアムにちなんで命名された。この命名については賛否両論あり、Edward S. Holden は、当時神話に登場する人物の名前を付けるのが慣例だった小惑星に敢えてミリアムの名前を付けることによって、敬虔過ぎる神学教授に対してミリアムも神話上の人物に過ぎないことを知らしめるために名付けたものである、としている。